# Erich Koch-Weser
Erich Friedrich Ludwig Koch, från 1927 Koch-Weser, född 26 februari 1875 i Bremerhaven, död 19 oktober 1944, var en tysk politiker.
Koch-Weser var borgmästare i Delmenhorst 1901-1909, överborgmästare i Kassel 1913-1919, medlem av preussiska herrehuset 1913-1918 och valdes 1919 till medlem av nationalförsamlingen på tyska demokratiska folkpartiets lista. Han var i Weimar medlem av författningsutskottet och stödde Hugo Preuss idéer om en stark regering inom demokratins ram. 1919-1921 var han inrikesminister inom Gustav Bauers och Hermann Müllers regeringar under socialdemokratisk ledning samt i Konstantin Fehrenbachs Zentrumregering. Han fick i december 1925 Paul von Hindenburgs uppdrag att bilda regeringen på den "stora koalitionens" grund men misslyckades på grund av motstånd från socialdemokratins sida. 1928-1929 var han justitieminister i Müllers andra regering. Koch-Weser har utgav en mängd arbeten i författningspolitiska och ekonomiska frågor.